# Bob Carr

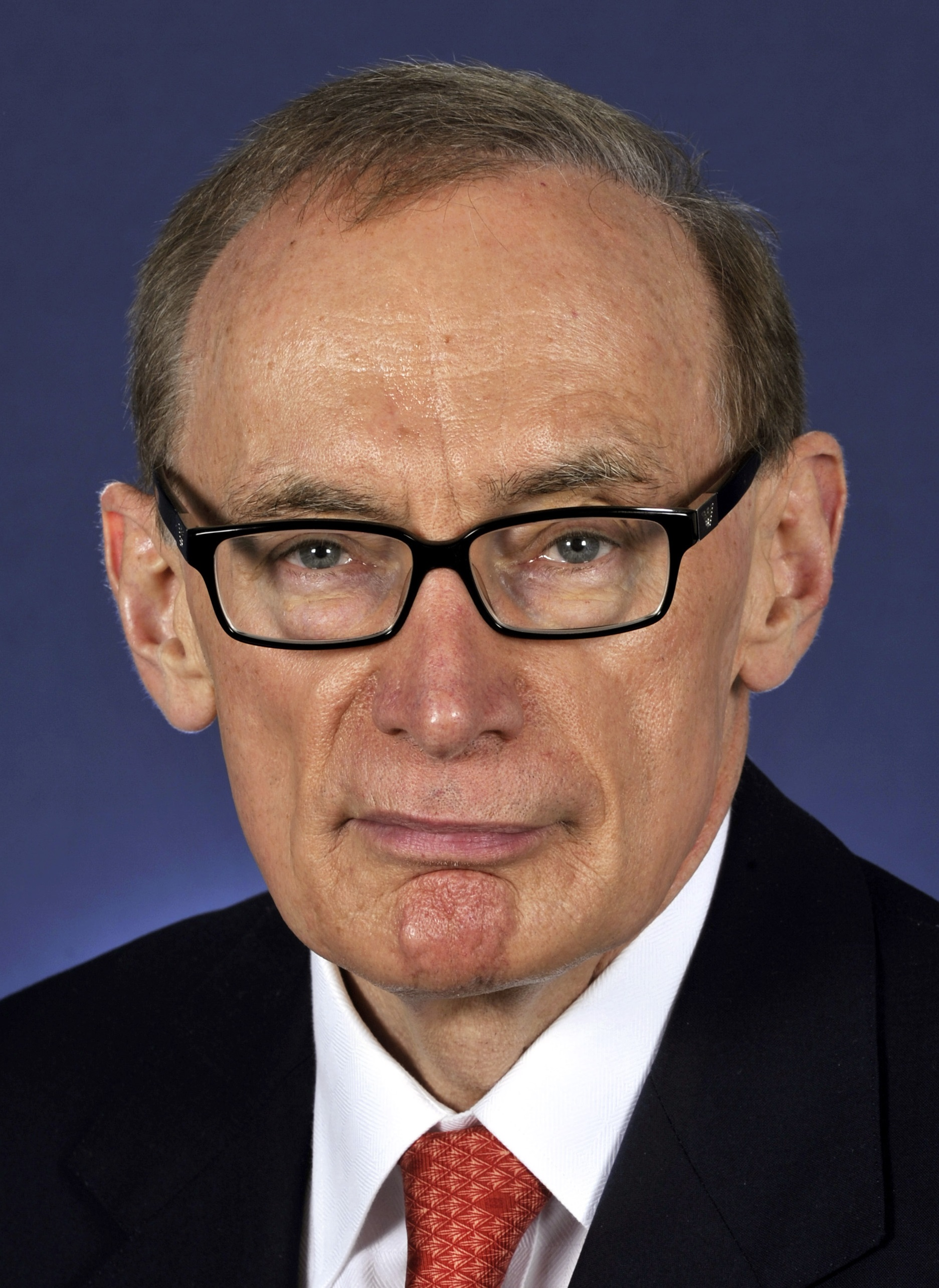
Bob Carr (2012)

Robert John Carr (* 28. September 1947) ist ein australischer Politiker. Er war von 2012 bis 2013 Außenminister von Australien.

## Leben
Carr wuchs in Matraville, einem Vorort von Sydney, auf, wo er die Matraville High School besuchte. Seine Eltern sind Edward und Phyllis Carr. Er wurde mit 15 Jahren Mitglied der Australian Labor Party. Carr studierte Geschichte an der University of New South Wales. Nach dem Ende seines Studiums war er von 1969 bis 1971 als Journalist für ABC im Radioprogramm tätig. Am 24. Februar 1973 heiratete er Helena John.
Vom 22. Oktober 1983 bis 3. August 2005 war Carr als Nachfolger von Bill Haigh Abgeordneter im Parlament des Bundesstaates New South Wales. Vom 4. April 1995 bis zum 3. August 2005 war er als Nachfolger von John Fahey Ministerpräsident von New South Wales. Am 6. März 2012 folgte er auf Mark Arbib als Mitglied des Australischen Senats für New South Wales. Carr war seit dem 13. März 2012 Nachfolger von Kevin Rudd im Außenministerium von Australien, ein Amt, das er bis zum 18. September 2013 ausübte.
Seit April 2014 leitet er das Australia China Relations Institute, ACRI, in Sydney.
Neben seiner politischen Karriere schrieb er mehrere Bücher.